# Gymnocalycium erinaceum
Gymnocalycium erinaceum là một loài thực vật có hoa trong họ Cactaceae. Loài này được J.G.Lamb. mô tả khoa học đầu tiên năm 1985.